# Relaciones Francia-Guatemala
Las relaciones Francia-Guatemala se refiere a las relaciones bilaterales entre Guatemala y Francia. Ambos países iniciaron relaciones diplomáticas en el año de 1833.

## Relaciones diplomáticas
Guatemala suspendió temporalmente sus relaciones bilaterales con Francia iniciadas en 1833, en 1940, cuando se instauró la Francia de Vichy.
Las relaciones de cooperación internacional entre la República de Guatemala y la República de Francia, tiene su base legal en el Acuerdo de Cooperación Cultural, Científica y Técnica de ambos países, el cual se aprueba por medio del Decreto n.º 62-75, del Congreso de la República de Guatemala, publicado en el Diario Oficial del 28 de octubre de 1975. Entre los aspectos relevantes del citado Acuerdo, se pueden mencionar lo siguiente: organizar la cooperación cultural, científica y técnica entre ambos países, sobre la base de un financiamiento conjunto, los proyectos de cooperación cultural, científica y técnica, serán objeto de "Convenios Particulares", las partes contratantes convienen en formar una "Comisión Mixta Francia-Guatemala", la duración del Acuerdo es de cinco años prorrogables por períodos iguales sucesivos, si así lo desean las partes. En este último punto, respecto a la Comisión Mixta, hasta la fecha no ha existido pronunciamiento por la vía diplomática. En julio de 1996, la relación política-diplomática bilateral se estrecha con la visita del Señor Ministro de Asuntos Humanitarios de Francia, Dr. Xavier Emmanuelli, en un momento particular para Guatemala, en la víspera de alcanzar la paz. Francia ha reforzado sus vínculos con naciones en vías de desarrollo, mostrando una posición más proclive a la búsqueda de soluciones a sus problemas económicos y políticos, particularmente en materia de deuda externa. En mayo de 2004 visitó Guatemala el entonces presidente Jacques Chirac, suscribiendo un Comunicado Conjunto con el presidente Oscar Berger.

## Visitas de Estado

### Guatemala
- Presidente Justo Rufino Barrios y primera dama Francisca Aparicio (1880)
- Presidente Vinicio Cerezo y primera dama Raquel Blandón (1990)
- Presidente Álvaro Arzú y primera dama Patricia de Arzú (1997)
- Presidente Jimmy Morales y primera dama Patricia Marroquín (2017)

### Francia
- Presidente Jacques Chirac[5]
- Presidente Emmanuel Macron (pendiente)